# 호세 알프레도 히메네스
호세 알프레도 히메네스산도발(스페인어: José Alfredo Jiménez-Sandoval, 1926년 1월 19일 ~ 1973년 11월 23일)은 멕시코의 가수이다.
과나후아토주 돌로레스이달고에서 태어났다. 일찍부터 음악가가 되고 싶었으나 그 뜻을 이루지 못하고 8년이라는 오랜 고투 끝에 1951년에야 자작곡 〈나〉를 취입할 기회를 겨우 얻었으며, 이 곡의 인기를 얻어 가요계에 데뷔하였다. 그 후 〈그 여자〉, 〈말에 탄 사람〉 등 다수의 명곡과 인기곡을 만들었다.